# 白天 (广东政治人物)
白天（1952年10月—），陕西清涧人，汉族，中华人民共和国政治人物、第十二届全国人民代表大会广东省代表。
毕业于解放军南京外国语学院英语专业。1968年10月参加工作，1971年2月加入中国共产党。父亲白栋材，江西省委原第一书记，中顾委委员。1997年，担任中共深圳市委常委、宣传部部长。2002年，担任深圳市委副书记。2008年，任深圳市委副书记兼市委政法委书记。2010年6月2日，当选为深圳市政协主席。2013年1月19日，当选为深圳市人民代表大会常务委员会主任，同年担任全国人大代表。2015年6月3日，不再担任深圳市人大常委会主任职务。